# 第一人称射击游戏

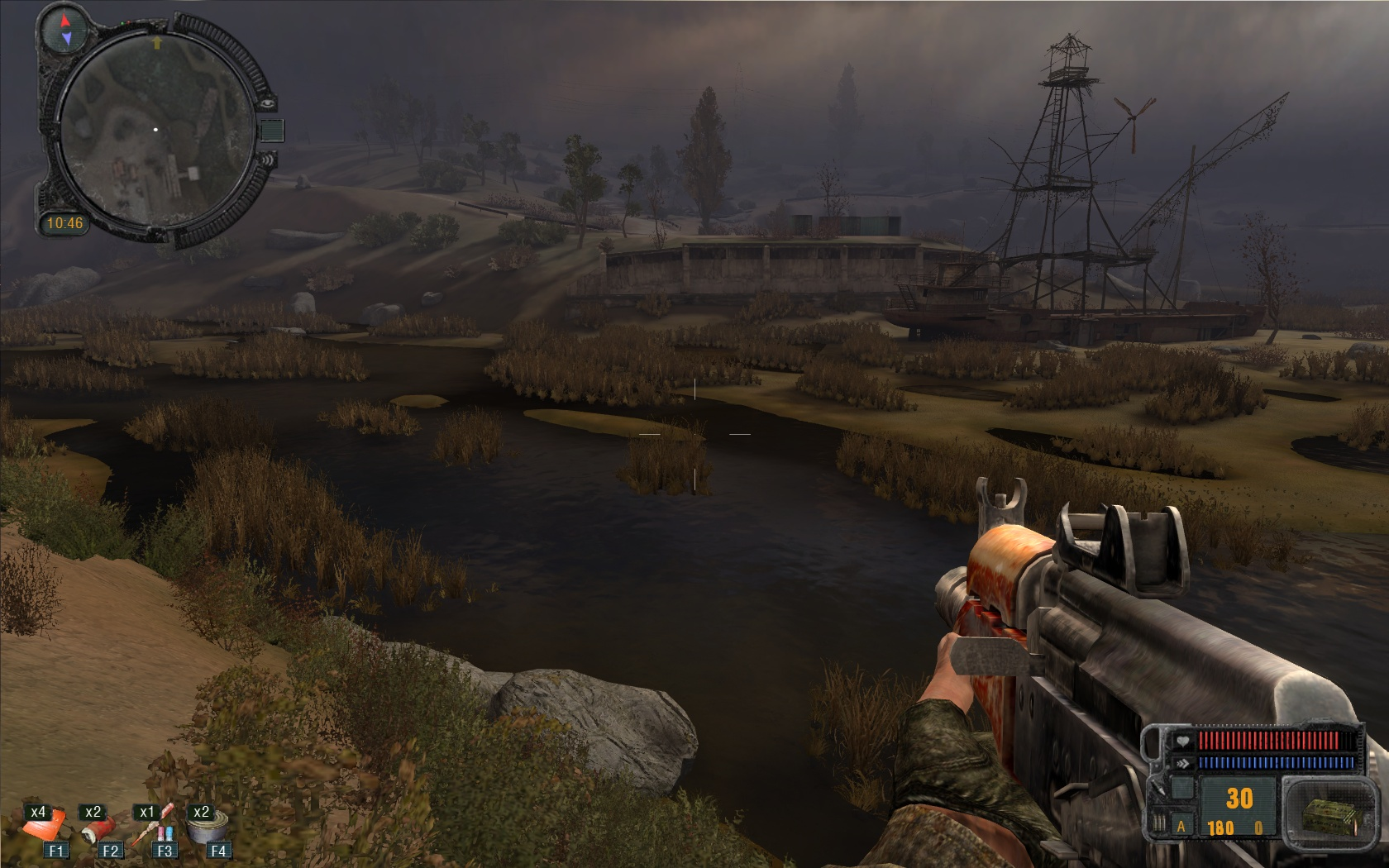
一款第一人称射击游戏的页面

第一人称射击游戏（简称FPS）是以玩家的第一人称视角为主视角進行的射击类电子游戏的总称，通常需要使用枪械或其他武器进行战斗。玩家会直接从游戏的主人公的眼中观察周围环境，并进行射击、运动、对话等等活动。大部分第一人称射击游戏会采用三维或伪三维技术来使玩家获得身临其境的体验，并達成多人游戏的需求。另外，部分FPS游戏支持在第一人称、第三人称视角间自由切换。

## 历史
最早的第一人称射击游戏可以追溯至1974年发行的《迷宫战争》与《Spasim》，这些游戏采用伪三维场景。1992年发售的《德軍總部3D》被认为确定了这一类游戏的基本玩法，之后的FPS游戏均以此作品为原型进行设计。1993年发售的《毁灭战士》首次引入多人联机系统，其影响力曾使得后来多年间第一人称射击游戏被统称为“类毁灭战士”（Doom clone）类型的游戏。1998年由Valve公司开发的《戰慄時空》让FPS不再局限于射击体验，而使游戏在流程中更加着重于剧情与解谜成分。1999年，《半衰期》的模组《反恐精英》面世，这是第一人称射击游戏史上的一部里程碑式作品。1997年在任天堂64上发售的《黄金眼007》是第一部登陆家用机的FPS游戏，而后来的最後一戰系列在游戏品質和盈利方面的表现让家用机也成为了适合第一人称射击游戏的平台。
21世纪前后起，第一人称射击游戏主题更加丰富，出现了科幻题材（如《毁灭战士》）、写实题材（如《反恐精英》）等。21世纪10年代前后出现了第一人称射击与其他玩法结合的作品，如“FPS+角色扮演”的《无主之地》（2009）、“FPS+开放世界”的《孤岛惊魂5》（2018）、团队射击的《守望先锋》（2016）等等。

## 代表作品
第一人称射击游戏是最为热门的电子游戏种类之一，在2016年，其占据了所有电子游戏销售额的27%。有多款第一人称射击游戏，如《反恐精英：全球攻势》、《彩虹六号：围攻行動》、《守望先锋》、《特戰英豪》、《Apex 英雄》、《使命召喚》等成为了电子竞技的热门项目。

## 游戏设计
在第一人称射击游戏中，玩家会以主视角来进行探索，并以手中的远程武器或近战武器来攻击敌人。